# Raduano
Facre Almulque Raduano (em árabe: فخر الملك رضوان; romaniz.: Fakhr al-Mulk Radwan), melhor conhecido só como Raduano (em latim: Raduanus), Raduão, Riduão ou Ruduão, foi um nobre da dinastia seljúcida que tornar-se-ia sultão de Alepo em 1095, com a morte de seu pai Tutuxe I (r. 1078–1095), e que reinou até seu assassinato em 1113.